# العبرات (بني سعد)

تعديل مصدري - تعديل

العبرات هي إحدى قرى عزلة الطويل بمديرية بني سعد التابعة لمحافظة المحويت، بلغ تعداد سكانها 102 نسمة حسب تعداد اليمن لعام 2004.